# Xestia cohaesa
Xestia cohaesa är en fjärilsart som beskrevs av Herrich-Schäffer 1849. Xestia cohaesa ingår i släktet Xestia och familjen nattflyn. Inga underarter finns listade i Catalogue of Life.